# (9679) Crutzen
(9679) Crutzen (2600 P-L) – planetoida z grupy pasa głównego asteroid okrążająca Słońce w ciągu 3,79 lat w średniej odległości 2,43 j.a. Odkryta 24 września 1960 roku.